# The Story (Paola & Chiara)
The Story Greatest Hits, o semplicemente The Story, è la seconda raccolta dei maggiori successi del duo musicale italiano Paola & Chiara, pubblicata il 28 luglio 2015 a distanza di dieci anni dalla precedente compilation discografica del gruppo, Greatest Hits.

## Descrizione
La raccolta contiene i maggiori successi di Paola & Chiara, dai lavori degli esordi, come Amici come prima, fino a brani più attuali, non presenti nel precedente greatest hits del duo del 2005. L'album, uscito due anni dopo lo scioglimento del duo, è stato reso disponibile solamente nelle edicole italiane.

## Tracce
Testi e musiche di Paola e Chiara Iezzi.
1. Hey! – 3:38
2. Fino alla fine – 3:46
3. Festival – 3:37
4. Vamos a bailar (Esta vida nueva) – 4:04
5. Ci chiamano bambine (Re-Vox) – 4:25
6. Amici come prima (Re-Vox) – 4:05
7. Bella (Re-Vox) – 3:51
8. Amoremidai – 4:55
9. Non c'è me senza te – 3:28
10. Un mondo pieno d'amore – 4:53
11. Pioggia d'estate – 3:31
12. Viva el amor! – 3:46
13. Milleluci – 4:21
14. A modo mio – 3:50
15. Tu sei l'anno che verrà – 3:42
16. Cambiare pagina – 3:59
17. Tu devi essere pazzo (feat. Moreno) – 3:51
18. Vamos a bailar (Esta vida nueva) (Remix Radio Version by Alex Farolfi) – 3:40 – [Bonus Track]
19. Festival (Fargetta Rmx Radio Edit) – 3:31 – [Bonus Track]
20. Lluvia en verano (Marco Bastianon & Danny Verde Radio Edit Rmx) – 4:04 – [Bonus Track]